# مایل
مایل (به انگلیسی: mile) (اختصاری mi) واحد اندازه‌گیری فاصله، و «مایل بر ساعت» واحد اندازه‌گیری سرعت است. این واحد بیشتر در ایالات متحده رایج است.
هر مایل ۱/۶ کیلومتر است.
در ایران و در میان فارسی زبانان نیز واژهٔ میل به عنوان یکای فاصله رایج بوده است.

## میل در فارسی
تاریخ میل به دوران هخامنشیان بر می‌گردد. آنها در آن زمان در فاصله‌های معینی برج آجری می‌ساختند تا از طریق آنها فواصل را تخمین بزنند. در لغت نامه دهخدا بیان شده است که "میل" یعنی آن مقدار مسافت که در زمین هموار نظر مردم با دید متوسط به آنجا تواند رسید و آن معادل چهار هزار ذراع و ثلث فرسخ(2 کیلومتر) است.

مثلاً فردوسی در داستان «آمدن سام از گرگساران نزد رستم» می‌گوید:
| خروشیدن تازی اسپان و پیل |  | همی رفت آواز تا چند میل |

## معادل‌ها
یک مایل برابر است با
- ۱/۶۰۹ کیلومتر
- ۱۷۶۰ یارد
- ۱۶۰۹/۳۵۰ متر
- ۵۲۸۰ فوت
- هر اینچ برابر ۲٫۵۴ سانتی‌متر – هر فوت (پا) برابر ۳۰٫۴۸ سانتی‌متر – هر مایل برابر ۱٫۶ کیلومتر – هر یارد برابر ۹۱٫۴۴ سانتی‌متر